# منتخب صربيا للكرة اللينة للسيدات
منتخب صربيا للكرة اللينة للسيدات هو ممثل صربيا الرسمي في المنافسات الدولية في الكرة اللينة للسيدات .